# گلایول دیکروس
 گلایول دیکروس(نام علمی: Gladiolus dichrous) نام یک گونه از سرده گلایول است.